# Regus
A Regus plc (LSE: RGU) egy nemzetközileg működő cég, amelynek székhelye Luxemburgban található. A Regus a rugalmas munkahelyi megoldások terén a világ legnagyobb szolgáltatója. Szolgáltatása és termékei a teljesen felszerelt irodáktól, a professzionális konferencia termeken és üzleti társalgókon át a videokonferencia stúdiók legnagyobb hálózatáig terjednek. A Regus több mint 1200 üzleti központtal, 99 ország 550 városában van jelen világszerte. Naponta több mint 90 000 ügyfél él a Regus által felkínált lehetőségekkel. A Regus cég profitja 2009-ben elérte a 67 millió angol font sterlinget (£), évi 1055,1 millió font forgalomnál. Regus 5500 alkalmazottat foglalkoztat világszerte, és szerepel a Londoni Értéktőzsdén (London Stock Exchange) az FTSE 250 indexén.

## Regus Magyarország
A Regus cég magyarországi piacán való részvétele jelenleg hat irodaház üzemeltetésében nyilvánul meg. A Regus budapesti irodaházai, mint pl. a Szabadság téri Bank Center vagy az EMKE irodaháza közel 90%-os kihasználtsággal számolnak. A legújabb jelentések szerint a cég a közeljövőben további terjeszkedését tűzte ki célul Magyarországon.

## Története
- 1989: Brüsszelben megnyílt az első üzleti központ
- 1994: Regus bevezeti szolgáltatásait Latin-Amerikába, egy üzleti központ megnyitásával São Paulo-ban, Braziliában
- 1999: Belépés az ázsiai piacra az első irodaház megnyitásával Pekingen, Kínában
- 2000: A Regus először bocsátja ki részvényeit a londoni értéktőzsdén
- 2001: A Regus cég további terjeszkedése az Egyesült Államokban, Stratis Üzleti Központok felvásárolása
- 2004: A HQ Global Workplaces társaság felvásárolása
- 2005: Az innovatív Businessworld kártya-alapú rendszer bevezetése, további terjeszkedés Ázsia, Észak-Amerika és Europa szerte
- 2006: a Laptop Lane, az Egyesült Államok repülőtéri irodahelyiségeket szolgáltató cég felvásárolása, Regus ügyfeleinek száma meghaladja a 200 000-t
- 2007: Az Agora Üzleti Központok felvásárlása, Regus további növekedése, elérve a 100 millió £ bevételt
- 2008: A Regus által szolgáltatott rugalmas irodai modell sikere világszerte, a Régus cég 70 ország piacán, 950 helyszínen van jelen, 400 000 ügyféllel rendelkezve
- 2009: A gazdasági világválság ellenére a Regus továbbra is nemzetközi sikereknek örvend, ügyfélszáma növekszik, elérve az 500 000-t